# Louis de Misnie
Louis de Misnie (né au 25 février 1341 au château de Wartbourg; † 17 février 1382 à Calbe (Saale)), quatrième fils de Frédéric II le Sévère, Margrave de Misnie et de son épouse Mathilde (fille aînée de Louis IV du Saint-Empire), fut successivement évêque de Halberstadt (1357–1366), prince-évêque de Bamberg, prince-archevêque de Mayence et de Magdebourg.

## Biographie
Louis fut chanoine de Mayence en 1352, puis de Magdebourg en 1354 et Wurtzbourg. À l’âge de 17 ans il devint évêque de Halberstadt (1357–1366), prince-évêque de Bamberg (1366–1374), archevêque de Mayence (1373–1381) et archevêque de Magdebourg (1373–1381). Les sources mentionnent Louis comme un des deux rivaux dans le schisme de Mayence de 1373 à 1381.
Après la mort de l'archevêque de mayence Jean de Luxembourg-Ligny en 1373, une partie du chapitre de Mayence élut Adolphe de Nassau-Wiesbaden-Idstein (de), évêque de Spire comme administrateur de l'électorat de Mayence. Mais le pape Grégoire XI, à la recommandation de l'empereur Charles IV nomma Louis à l'archevêché de Mayence. Cependant le chapitre de Mayence avait élu à l'unanimité Adolphe. En vain Louis apporta-t-il avec lui le bref du pape qui déclarait nulle cette élection malgré la somme de vingt-deux mille florins qu'Adolphe lui avait fait passer en forme de décimes, pour l'engager à la confirmer, Adolfe, soutenu de ceux qui l'avaient élu, défendit si bien le terrain contre son compétiteur, qu'il l'empêcha de se mettre en possession d'aucune des places qui relevaient de l'église de Mayence, à l'exception d'une seule nommée Salza, qui était en Thuringe.
On voit cependant qu'Adolphe tenait résidence à Erfurt. À l'égard des droits honorifiques du siège, il paraît que Louis en eut la jouissance exclusive. On a divers actes qu'il souscrivit avec le titre d'archichancelier en Germanie. En 1376, il concourut, le 10 juin, à l'élection de Venceslas roi des Romains. Louis, cependant, ne manquait pas de partisans, dont les principaux étaient les margraves de Misnie et de Thuringe, et le comte de Schwartzbourg. Adolphe fut obligé de prendre les armes et de faire aussi des alliances pour se maintenir. Les deux antagonistes se faisaient la guerre avec le même acharnement : tous ceux du parti de Louis qui tombaient entre les mains d'Adolphe étaient dépouillés entièrement, ou ne se rachetaient que par une grosse rançon ; et même s'il avait à les redouter, il les retenait prisonniers, sans vouloir, à quelque raison que ce fut, les relâcher.
Ceux qui tenaient pour Louis, en usaient de même à l'égard de ses ennemis Après la mort de Grégoire XI, arrivée l'an 1378, Urbain VI, son successeur, voulant mettre fin au schisme de Mayence, dégagea Louis des liens qui l'attachaient à cette église, et, pour le dédommager, le nomma patriarche de Jérusalem et évêque de Cambrai. Mais Louis, très peu satisfait de cette indemnité, résolut de tout tenter avant de céder la place à son rival. Son obstination fut telle, qu'il fit plier Urbain, tout entêté qu'il était lui-même, et l'obligea de révoquer son jugement. Louis, néanmoins, conserva très-peu d'autorité dans son église. Enfin, l'an 1381, toutes les difficultés étant aplanies entre les deux archevêques par les soins du roi Wenceslas et des princes, Adolphe resta victorieux et fut solennellement intronisé le dimanche Misericordias Domini, aux acclamations du clergé et du peuple. Le pape, ravi d'apprendre cette nouvelle, donna l'archevêché de Magdebourg en commande à Louis, qui retint néanmoins, jusqu'à sa mort, le titre d'archevêque de Mayence. Il est vrai qu'il ne survécut pas longtemps à cette espèce de disgrâce. L'an 1382, la troisième férié du carnaval, dans un bal qu'il donnait à la suite d'un grand repas, à Calbe (Saale), dans l'archevêché de Magdebourg. Comme il dansait avec une dame, exercice qui lui était familier, le feu prit à l'appartement. Chacun fuit à la hâte. Le prélat, en se sauvant, fait une chute dans l'escalier, dont il meurt le lendemain, ou quelques jours après.
Il fut enterré dans la chapelle du palais archiépiscopal de Magdebourg.